# 금당중앙초등학교 허우분교
금당중앙초등학교 허우분교는 대한민국 전라남도 완도군 금당면 허우도길 14-1(차우리)에 있었던 초등학교 분교이다.

## 연혁
- 일자미상 금당국민학교 허우분교 설립 인가
- 1954년 7월 31일 허우분교장 개교
- 1967년 4월 1일 도서벽지학교 '을'급 지정
- 1968년 5월 1일 도서벽지학교 '갑'급 조정
- 1970년 9월 1일 금당중앙국민학교 허우분교 개편
- 1973년 3월 1일 도서벽지학교 '을'급 조정
- 1986년 1월 1일 도서벽지학교 '나'급 조정
- 1996년 3월 1일 금당중앙초등학교 허우분교 개편
- 1996년 3월 1일 폐교 및 금당초등학교 통폐합